# 千住桜木
千住桜木（せんじゅさくらぎ）は、東京都足立区の町名。現行行政地名は千住桜木一丁目および二丁目。住居表示実施済区域。

## 地理
足立区の南部に位置する。千住地区（旧千住町）の中では一番西部に位置し、隅田川および荒川沿線となっている。南側に一丁目、北側に二丁目が設定されている。尾竹橋の北詰にあたり、荒川区町屋と隣接する。かつては存在した千住火力発電所の煙突がランドマークであった。

### 河川
- 荒川
- 隅田川

## 歴史
かつては桜木町であった。

### 沿革
- 1932年（昭和7年）10月1日 - 千住町が西新井町、梅島町、舎人村、渕江村、東渕江村、伊興村、江北村、綾瀬村、花畑村とともに東京市へ編入され足立区となる。千住町大字桜木町から足立区千住桜木に変更される。

## 世帯数と人口
2025年（令和7年）1月1日現在（足立区発表）の世帯数と人口は以下の通りである。
| 丁目           | 世帯数    | 人口    |
| -------------- | --------- | ------- |
| 千住桜木一丁目 | 1,088世帯 | 2,185人 |
| 千住桜木二丁目 | 1,288世帯 | 2,124人 |
| 計             | 2,376世帯 | 4,309人 |

### 人口の変遷
国勢調査による人口の推移。
| 年                 | 人口  |
| ------------------ | ----- |
| 1995年（平成7年）  | 4,359 |
| 2000年（平成12年） | 4,156 |
| 2005年（平成17年） | 4,244 |
| 2010年（平成22年） | 4,380 |
| 2015年（平成27年） | 4,624 |
| 2020年（令和2年）  | 4,756 |

### 世帯数の変遷
国勢調査による世帯数の推移。
| 年                 | 世帯数 |
| ------------------ | ------ |
| 1995年（平成7年）  | 1,814  |
| 2000年（平成12年） | 1,844  |
| 2005年（平成17年） | 1,829  |
| 2010年（平成22年） | 2,012  |
| 2015年（平成27年） | 2,167  |
| 2020年（令和2年）  | 2,216  |

## 学区
区立小・中学校に通う場合、学区は以下の通りとなる（2023年4月時点）。なお、足立区では学校選択制度を導入しており、区内全域から選択することが可能。ただし、小学校に関しては、2018年（平成30年）度から学区域または学区域に隣接する学校のみの選択になる。
- 区域 : 一丁目〜二丁目　全域
  - 小学校 : 足立区立千寿桜小学校
  - 中学校 : 足立区立千寿青葉中学校

## 事業所
2021年（令和3年）現在の経済センサス調査による事業所数と従業員数は以下の通りである。
| 丁目           | 事業所数 | 従業員数 |
| -------------- | -------- | -------- |
| 千住桜木一丁目 | 32事業所 | 258人    |
| 千住桜木二丁目 | 37事業所 | 961人    |
| 計             | 69事業所 | 1,219人  |

### 事業者数の変遷
経済センサスによる事業所数の推移。
| 年                 | 事業者数 |
| ------------------ | -------- |
| 2016年（平成28年） | 75       |
| 2021年（令和3年）  | 69       |

### 従業員数の変遷
経済センサスによる従業員数の推移。
| 年                 | 従業員数 |
| ------------------ | -------- |
| 2016年（平成28年） | 1,515    |
| 2021年（令和3年）  | 1,219    |

## 交通

### 道路
- 東京都道461号（墨堤通り）

## 施設
- 足立区立千寿桜小学校
- 千住桜木町公園
- 元宿幼稚園
- 桜会病院
- 帝京科学大学千住キャンパス
- 尾竹橋公園
- 元宿堰稲荷神社
- 東京都下水道局千住西ポンプ所

## その他

### 日本郵便
- 郵便番号 : 120-0045[3]（集配局 : 足立郵便局[15]）。